# James Carson
James G. Carson (San Francisco, 30 luglio 1901 – San Francisco, 13 maggio 1964) è stato un pallanuotista statunitense.
Faceva parte della squadra dei Stati Uniti che ha partecipato ai Giochi di Anversa 1920.